# Liste des divisions administratives de deuxième niveau par superficie
Cet article recense les plus grandes divisions administratives de deuxième niveau du monde.

## Liste
La liste suivante recense des divisions administratives de deuxième niveau, c'est-à-dire provenant du découpage administrative d'une subdivision de premier niveau plus grande. Elle prend en compte les superficies totales des subdivisions, y compris celles des eaux intérieures. Elle est limitée aux entrées de plus de 100 000 km2 (ce qui permet d'obtenir une centaine d'entrées).
La quasi-totalité de ces subdivisions sont situées dans des zones très peu peuplées : au total, elles couvrent près de 25 000 000 km2, soit 18 % des terres émergées (hors Antarctique) ; elles ne comptent en revanche même pas 27 000 000 habitants, 0,3 % de la population mondiale.
Les données de population et de densité de population sont précisées pour chaque subdivision. Les chiffres retenus sont ceux données sur les articles respectifs ; les sources de ces chiffres sont donc à rechercher à ces endroits.
Plusieurs revendications territoriales en Antarctique sont administrées comme des divisions administratives de deuxième niveau et sont donc mentionnées dans la liste suivante. Toutefois, ces revendications étant suspendue par le traité sur l'Antarctique, elles ne sont pas prises en compte dans le classement général.
| #   | Nom                                               | Pays            | Subdivision                                 | Superficie (km²) | Population | Densité (hab./km²) |
| --- | ------------------------------------------------- | --------------- | ------------------------------------------- | ---------------- | ---------- | ------------------ |
| -   | Province de l'Antarctique chilien                 | Chili           | Magallanes et Antarctique chilien           | 1 265 000        | 2 262      | 0,00               |
| 1   | Parc national du Nord-Est du Groenland            | Danemark        | Groenland                                   | 972 000          | 0          | 0,00               |
| 2   | Qikiqtaaluk                                       | Canada          | Nunavut                                     | 970 555          | 19 355     | 0,02               |
| 3   | Borough non organisé                              | États-Unis      | Alaska                                      | 969 318          | 81 803     | 0,08               |
| -   | Antarctique argentin                              | Argentine       | Terre de Feu                                | 965 314          | 500        | 0,00               |
| 4   | Raïon dolgano-nénètse de Taïmyr                   | Russie          | Krasnoïarsk                                 | 897 900          | 31 762     | 0,04               |
| 5   | Raïon Evenk (en)                                  | Russie          | Krasnoïarsk                                 | 763 200          | 15 147     | 0,02               |
| 6   | Nord-du-Québec                                    | Canada          | Québec                                      | 718 229          | 45 740     | 0,06               |
| 7   | Zone pastorale non incorporée                     | Australie       | Australie-Méridionale                       | 624 339          | 3 524      | 0,01               |
| 8   | Gouvernorat d'Al-Hassa (en)                       | Arabie saoudite | Ach-Charqiya                                | 534 000          | 1 063 112  | 1,99               |
| 9   | Sermersooq                                        | Danemark        | Groenland                                   | 531 900          | 22 480     | 0,04               |
| 10  | Avannaata                                         | Danemark        | Groenland                                   | 522 700          | 10 651     | 0,02               |
| 11  | Préfecture autonome mongole de Bayin'gholin       | Chine           | Xinjiang                                    | 472 472          | 1 278 486  | 2,71               |
| 12  | Préfecture de Nagchu                              | Chine           | Tibet                                       | 450 537          | 414 554    | 0,92               |
| 13  | Kivalliq                                          | Canada          | Nunavut                                     | 444 622          | 10 413     | 0,02               |
| 14  | Kitikmeot                                         | Canada          | Nunavut                                     | 443 277          | 6 543      | 0,01               |
| 15  | District de Kenora                                | Canada          | Ontario                                     | 407 213          | 65 533     | 0,16               |
| 16  | Comté de Pilbara-Est                              | Australie       | Australie-Occidentale                       | 379 571          | 10 591     | 0,03               |
| -   | Terre Adélie                                      | France          | Terres australes et antarctiques françaises | 352 000          | 38         | 0,00               |
| 17  | Cercle de Tombouctou                              | Mali            | Tombouctou                                  | 347 488          | 124 546    | 0,36               |
| 18  | Préfecture autonome mongole et tibétaine de Haixi | Chine           | Qinghai                                     | 325 800          | 432 500    | 1,33               |
| 19  | Région de Barkly (en)                             | Australie       | Territoire du Nord                          | 322 713          | 7 392      | 0,02               |
| 20  | Oulous d'Oléniok (en)                             | Russie          | Sakha                                       | 318 000          | 4 072      | 0,01               |
| 21  | Préfecture de Ngari                               | Chine           | Tibet                                       | 304 683          | 83 461     | 0,27               |
| 22  | Bilma                                             | Niger           | Agadez                                      | 296 279          | 17 935     | 0,06               |
| 23  | Raïon d'Anadyr (en)                               | Russie          | Tchoukotka                                  | 287 900          | 8 079      | 0,03               |
| 24  | Région du Désert-Central                          | Australie       | Territoire du Nord                          | 281 312          | 4 208      | 0,01               |
| 25  | Préfecture autonome kazakhe d'Ili                 | Chine           | Xinjiang                                    | 269 504          | 2 482 592  | 9,21               |
| 26  | Région de MacDonnell (en)                         | Australie       | Territoire du Nord                          | 268 329          | 6 863      | 0,03               |
| 27  | Ligue d'Alxa                                      | Chine           | Mongolie-Intérieure                         | 267 574          | 231 334    | 0,86               |
| 28  | Préfecture autonome tibétaine de Yushu            | Chine           | Qinghai                                     | 267 000          | 310 800    | 1,16               |
| 29  | Hulunbuir                                         | Chine           | Mongolie-Intérieure                         | 263 953          | 2 549 000  | 9,66               |
| 30  | Préfecture de Hotan                               | Chine           | Xinjiang                                    | 248 945          | 2 014 362  | 8,09               |
| 31  | Côte-Nord                                         | Canada          | Québec                                      | 247 655          | 92 518     | 0,37               |
| 32  | Borough de North Slope                            | États-Unis      | Alaska                                      | 245 435          | 9 687      | 0,04               |
| 33  | Oulous de Bouloun (en)                            | Russie          | Sakha                                       | 223 600          | 8 339      | 0,04               |
| 34  | Arlit                                             | Niger           | Agadez                                      | 216 744          | 105 025    | 0,48               |
| 35  | Raïon de Touroukhansk (en)                        | Russie          | Krasnoïarsk                                 | 211 189          | 15 971     | 0,08               |
| 36  | Ligue de Xilin Gol                                | Chine           | Mongolie-Intérieure                         | 202 580          | 1 028 022  | 5,07               |
| 37  | Région de Roper Gulf (en)                         | Australie       | Territoire du Nord                          | 185 210          | 7 397      | 0,04               |
| 38  | Comté de Wiluna                                   | Australie       | Australie-Occidentale                       | 182 156          | 742        | 0,00               |
| 39  | Ville-préfecture de Shigatsé                      | Chine           | Tibet                                       | 182 000          | 679 771    | 3,74               |
| 40  | Comté de Laverton                                 | Australie       | Australie-Occidentale                       | 180 127          | 1 153      | 0,01               |
| 41  | Nénétsie                                          | Russie          | Arkhangelsk                                 | 176 700          | 43 997     | 0,25               |
| 42  | Raïon de Bilibino                                 | Russie          | Tchoukotka                                  | 174 652          | 7 369      | 0,04               |
| 43  | Raïon de Tazovski (en)                            | Russie          | Iamalie                                     | 174 344          | 17 235     | 0,10               |
| 44  | Jiuquan                                           | Chine           | Gansu                                       | 167 996          | 977 600    | 5,82               |
| 45  | Raïon d'Aïan-et-Maïa                              | Russie          | Khabarovsk                                  | 167 200          | 1 942      | 0,01               |
| 46  | Oulous de Mirny (en)                              | Russie          | Sakha                                       | 165 800          | 72 171     | 0,44               |
| 47  | Oulous d'Oliokminsk (en)                          | Russie          | Sakha                                       | 160 800          | 24 893     | 0,15               |
| 48  | Comté de Ngaanyatjarraku                          | Australie       | Australie-Occidentale                       | 160 733          | 1 606      | 0,01               |
| 49  | Altamira                                          | Brésil          | Pará                                        | 159 534          | 92 733     | 0,58               |
| 50  | Raïon d'Okhotsk                                   | Russie          | Khabarovsk                                  | 158 518          | 6 527      | 0,04               |
| 51  | Oulous d'Aldan (en)                               | Russie          | Sakha                                       | 156 800          | 39 492     | 0,25               |
| 52  | Tchirozérine                                      | Niger           | Agadez                                      | 154 746          | 244 706    | 1,58               |
| 53  | Region de Victoria Daly (en)                      | Australie       | Territoire du Nord                          | 153 287          | 3 138      | 0,02               |
| 54  | Préfecture autonome tibétaine de Garzê            | Chine           | Sichuan                                     | 152 629          | 969 500    | 6,35               |
| 55  | District de Cochrane                              | Canada          | Ontario                                     | 141 269          | 79 682     | 0,56               |
| 56  | Daïra de Reggane                                  | Algérie         | Adrar                                       | 140 981          | 33 540     | 0,24               |
| 57  | Oulous de Jigansk (en)                            | Russie          | Sakha                                       | 140 200          | 4 222      | 0,03               |
| 58  | Raïon de la Katanga (en)                          | Russie          | Irkoutsk                                    | 139 043          | 3 349      | 0,02               |
| 59  | Préfecture de Hami                                | Chine           | Xinjiang                                    | 138 918          | 572 400    | 4,12               |
| 60  | Oulous de Verkhoïansk (en)                        | Russie          | Sakha                                       | 137 400          | 11 352     | 0,08               |
| 61  | N'Guigmi                                          | Niger           | Diffa                                       | 136 121          | 51 767     | 0,38               |
| 62  | Oulous de Tompo (en)                              | Russie          | Sakha                                       | 135 800          | 12 775     | 0,09               |
| 63  | Raïon d'Ilioutine (en)                            | Russie          | Tchoukotka                                  | 134 600          | 4 734      | 0,04               |
| 64  | Département d'Oualata                             | Mauritanie      | Hodh El Chargui                             | 134 000          | 13 086     | 0,10               |
| 65  | Daïra de Bordj Badji Mokhtar                      | Algérie         | Tamanrasset                                 | 132 579          | 20 930     | 0,16               |
| 66  | Daïra de Tamanrasset                              | Algérie         | Tamanrasset                                 | 131 151          | 96 843     | 0,74               |
| 67  | Daïra de Tazrouk (en)                             | Algérie         | Tamanrasset                                 | 130 250          | 9 036      | 0,07               |
| 68  | Daïra d'In Amenas                                 | Algérie         | Illizi                                      | 128 730          | 17 422     | 0,14               |
| 69  | Préfecture d'Aksou                                | Chine           | Xinjiang                                    | 128 097          | 2 370 809  | 18,51              |
| 70  | Namakwa (en)                                      | Afrique du Sud  | Cap-Nord                                    | 126 836          | 115 842    | 0,91               |
| 71  | Oulous de Srednekolymsk (en)                      | Russie          | Sakha                                       | 125 200          | 7 499      | 0,06               |
| 72  | District d'Ulytaou                                | Kazakhstan      | Karaganda                                   | 122 931          | 13 909     | 0,11               |
| 73  | Barcelos                                          | Brésil          | Amazonas                                    | 122 476          | 27 433     | 0,22               |
| 74  | Département d'Ouadane                             | Mauritanie      | Adrar                                       | 120 778          | 3 974      | 0,03               |
| 75  | Oulous d'Oust-Iansk (en)                          | Russie          | Sakha                                       | 120 300          | 7 075      | 0,06               |
| 76  | Province de Maynas                                | Pérou           | Loreto                                      | 119 859          | 550 031    | 4,59               |
| 77  | District régional de Peace River                  | Canada          | Colombie-Britannique                        | 119 200          | 62 942     | 0,53               |
| 78  | Région Stikine                                    | Canada          | Colombie-Britannique                        | 118 664          | 740        | 0,01               |
| 79  | Raïon de Nijnevartovsk (en)                       | Russie          | Khantys-Mansis                              | 118 500          | 36 130     | 0,30               |
| 80  | Préfecture d'Altay                                | Chine           | Xinjiang                                    | 117 989          | 603 283    | 5,11               |
| 81  | Comté de Wyndham-East Kimberley                   | Australie       | Australie-Occidentale                       | 117 514          | 7 148      | 0,06               |
| 82  | Raïon de Yamal (en)                               | Russie          | Iamalie                                     | 117 410          | 16 779     | 0,14               |
| 83  | Linzhi                                            | Chine           | Tibet                                       | 116 175          | 164 331    | 1,41               |
| 84  | Raïon de la Penjina                               | Russie          | Kamtchatka                                  | 116 086          | 1 926      | 0,02               |
| 85  | Qeqqata                                           | Danemark        | Groenland                                   | 115 500          | 9 423      | 0,08               |
| 86  | Préfecture de Kachgar                             | Chine           | Xinjiang                                    | 111 794          | 3 979 321  | 35,60              |
| 87  | Gouré                                             | Niger           | Zinder                                      | 111 320          | 318 861    | 2,86               |
| 88  | Chamdo                                            | Chine           | Tibet                                       | 110 154          | 598 862    | 5,44               |
| 89  | Raïon de Nadym (en)                               | Russie          | Iamalie                                     | 110 000          | 64 288     | 0,58               |
| 90  | São Gabriel da Cachoeira                          | Brésil          | Amazonas                                    | 109 183          | 43 094     | 0,39               |
| 91  | Raïon du Pour (en)                                | Russie          | Iamalie                                     | 108 400          | 51 792     | 0,48               |
| 92  | Oulous de Kobiaï (en)                             | Russie          | Sakha                                       | 107 800          | 12 429     | 0,12               |
| 93  | Oriximiná                                         | Brésil          | Pará                                        | 107 603          | 62 794     | 0,58               |
| 94  | Oulous d'Allaïkha (en)                            | Russie          | Sakha                                       | 107 300          | 2 716      | 0,03               |
| 95  | Raïon de Ienisseïsk (en)                          | Russie          | Krasnoïarsk                                 | 106 300          | 22 828     | 0,21               |
| 96  | Raïon de Krasnoselkoup (en)                       | Russie          | Iamalie                                     | 106 270          | 5 916      | 0,06               |
| 97  | Borough de Northwest Arctic                       | États-Unis      | Alaska                                      | 105 573          | 7 752      | 0,07               |
| 98  | Daïra d'In Salah                                  | Algérie         | Tamanrasset                                 | 105 251          | 39 167     | 0,37               |
| 99  | Raïon de Sourgout (en)                            | Russie          | Khantys-Mansis                              | 105 190          | 124 247    | 1,18               |
| 100 | Oulous de Moma (en)                               | Russie          | Sakha                                       | 104 600          | 4 073      | 0,04               |
| 101 | District régional de Kitimat-Stikine              | Canada          | Colombie-Britannique                        | 104 465          | 37 367     | 0,36               |
| 102 | District de Thunder Bay                           | Canada          | Ontario                                     | 103 720          | 146 048    | 1,41               |
| 103 | Pixley ka Seme (en)                               | Afrique du Sud  | Cap-Nord                                    | 103 410          | 186 351    | 1,80               |
| 104 | Maralinga Tjarutja                                | Australie       | Australie-Méridionale                       | 102 864          | 59         | 0,00               |
| 105 | Anangu Pitjantjatjara Yankunytjatjara             | Australie       | Australie-Méridionale                       | 102 650          | 2 276      | 0,02               |
| 106 | ZF Mgcawu (en)                                    | Afrique du Sud  | Cap-Nord                                    | 102 524          | 236 783    | 2,31               |
| 107 | Raïon du Nord-Evensk                              | Russie          | Magadan                                     | 102 000          | 2 071      | 0,02               |
| 108 | Comté de Meekatharra                              | Australie       | Australie-Occidentale                       | 100 789          | 1 067      | 0,01               |